# Вольсинии (Этрурия)
Вольсинии (этр. Velusna или Velzna, лат. Volsinii veteres) — одно из крупнейших и древнейших этрусских поселений, членов Союза двенадцати городов.

## История
Древняя Вольсиния находилась в Средней Италии, невдалеке от слияния рек Кьяна и Тибр, на скальной, труднодоступной для врага возвышенности. Ныне большинство учёных идентифицируют это место с современным городом Орвието, близ которого находится этрусский некрополь.
В Вольсинии находилась главная святыня Этрурии — храм бога Вольтумны, высшего божества Этрусской религии. Этот богатый и могущественный город вёл многочисленные войны против Древнего Рима — в 392 году до н. э., 308 году до н. э. и 294 году до н. э.. Вольсинии были наиболее длительно сопротивлявшимся римской экспансии этрусским городом. После тридцатилетней борьбы, в 264 году до н. э. (по другим данным — в 265 году до н. э.), в консульство Марка Фульвия Флакка он был всё-таки покорён римлянами. В качестве военной добычи ими из Вольсинии было вывезено не менее 2 тысяч статуй. Жители города были переселены в менее защищённую и пригодную к обороне местность на богатом рыбой озере Вольсена (Lacus Volsiniensis), где они основали «Новые Вольсинии» (Volsinii novi) — нынешний город Больсена.